# David Strömberg
David Strömberg, född 14 februari 1964, är verksam som professor vid Nationalekonomiska institutionen vid Stockholms universitet sedan 2017. Innan dess var han från 2008 professor vid Institutet för internationell ekonomi (IIES) vid samma universitet. Hans forskningsinriktning är massmedias påverkan på ekonomiska och politiska utfall. 2009 erhöll han Assar Lindbeck-medaljen, som vartannat år delas ut till en svensk ekonom under 45 år.
David Strömberg disputerade i nationalekonomi vid Princetonuniversitetet 1999. 

## Biografi (urval)
- "Radio's Impact on Public Spending", Quarterly Journal of Economics, 119:1.
- "Press coverage and political accountability",Journal of political Economy 118 (2).
- "How the Electoral College Influences Campaigns and Policy: The Probability of Being Florida", American Economic Review 98:3.
- "News droughts, news floods, and US disaster relief", Quarterly Journal of Economics 122 (2).
- "Mass media competition, political competition, and public policy", Review of Economic Studies 71 (1).